# Colcabamba (distrito de Aymaraes)
O Distrito peruano de Colcabamba é um dos dezessete distritos que formam a Província de Aymaraes, situada no Apurímac, pertencente a Região Apurímac, Peru.

## Transporte
O distrito de Colcabamba é servido pela seguinte rodovia:
- PE-30A, que liga o distrito de Nazca (Região de Ica) à cidade de Abancay (Região de Apurímac) [2][3][4]